# Киран Хајндс
Киран Хајндс (енгл. Ciarán Hinds; 9. фебруар 1953) северноирски је глумац. Успео је да стекне репутацију као глумац који има способност вишеструке карактеризације. Хајндс је глумио у бројним високо цењеним филмовима као што су Пут без повратка, Минхен, Биће крви, Хари Потер и реликвије Смрти: Други део, Жена у црном, Крпар, кројач, солдат, шпијун и Белфаст, те серијама Игра престола, Рим. Учествује у позоришним представама Краљевског националног театра у Лондону, Грађанског театра у Глазгову и др.